# Ismenia campestris
Ismenia campestris är en tvåvingeart som beskrevs av Robineau-desvoidy 1863. Ismenia campestris ingår i släktet Ismenia och familjen parasitflugor.
Artens utbredningsområde är Frankrike. Inga underarter finns listade i Catalogue of Life.